# Gennevilliers
Gennevilliers is een gemeente in het Franse departement Hauts-de-Seine (regio Île-de-France). De gemeente telde 50.874 inwoners op 1 januari 2022. De plaats maakt deel uit van het arrondissement Nanterre. In Gennevilliers bevindt zich de grootste Franse rivierhaven.

## Geografie
De oppervlakte van Gennevilliers bedroeg op 1 januari 2022 11,64 vierkante kilometer; de bevolkingsdichtheid was toen 4.370,6 inwoners per km².
De onderstaande kaart toont de ligging van Gennevilliers met de belangrijkste infrastructuur en aangrenzende gemeenten.

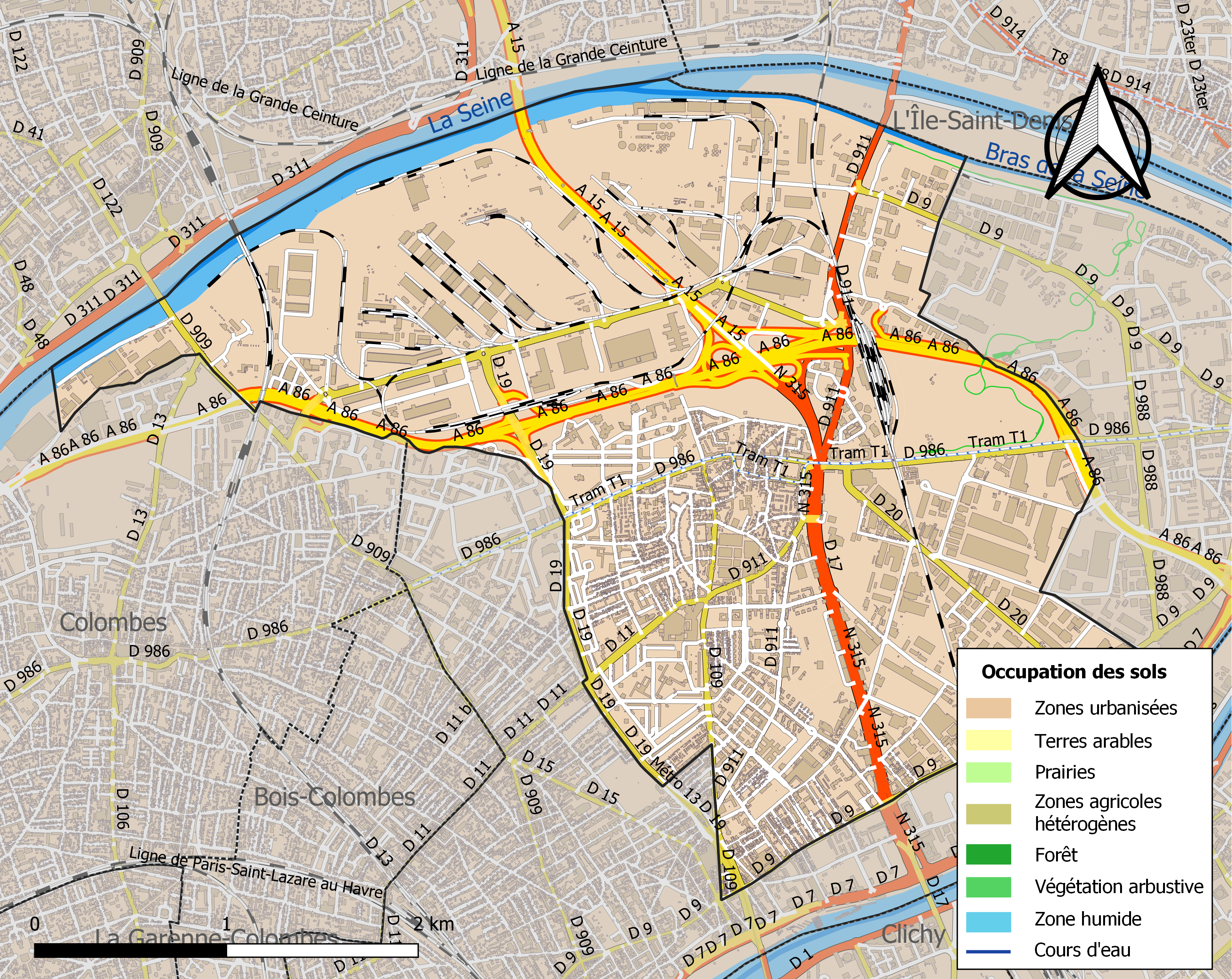

## Demografie
Onderstaande figuur toont het verloop van het inwonertal (bron: INSEE-tellingen).

## Geboren
- Pascal Tayot (1965), Frans judoka
- Anthony Langella (1974), Frans wielrenner
- Mehdi Favéris-Essadi (1977), Frans producer, bekend als DJ Mehdi
- Édouard Roger-Vasselin (1983), Frans tennisser
- David N'Gog (1989), Frans voetballer
- Wesley Jobello (1994), Frans voetballer